# Однолуки
Однолуки — село в Болховском районе Орловской области. Административный центр Однолуцкого сельского поселения. Население — 390 чел. (2010).

## География
Село расположено возле ручья Березуй.
Уличная сеть представлена восемью объектами: Александровская улица, Раздольная улица, Советская улица, улица Аверьянова (в честь уроженца Болховского уезда, Героя Советского Союза (1943) Ивана Ильича Аверьянова), Молодёжная улица, Садовая улица, Старосельская улица и Центральная улица.
Географическое положение: в 7 километрах от районного центра — города Болхов, в 50 километрах от областного центра — города Орёл и в 278 километрах от столицы — Москвы.

## Население
| 2002 | 2010 |
| ---- | ---- |
| 446  | ↘390 |

## Образование
В селе расположена Однолуцкая основная общеобразовательная школа построенная в 1911 году.

## Великая Отечественная война

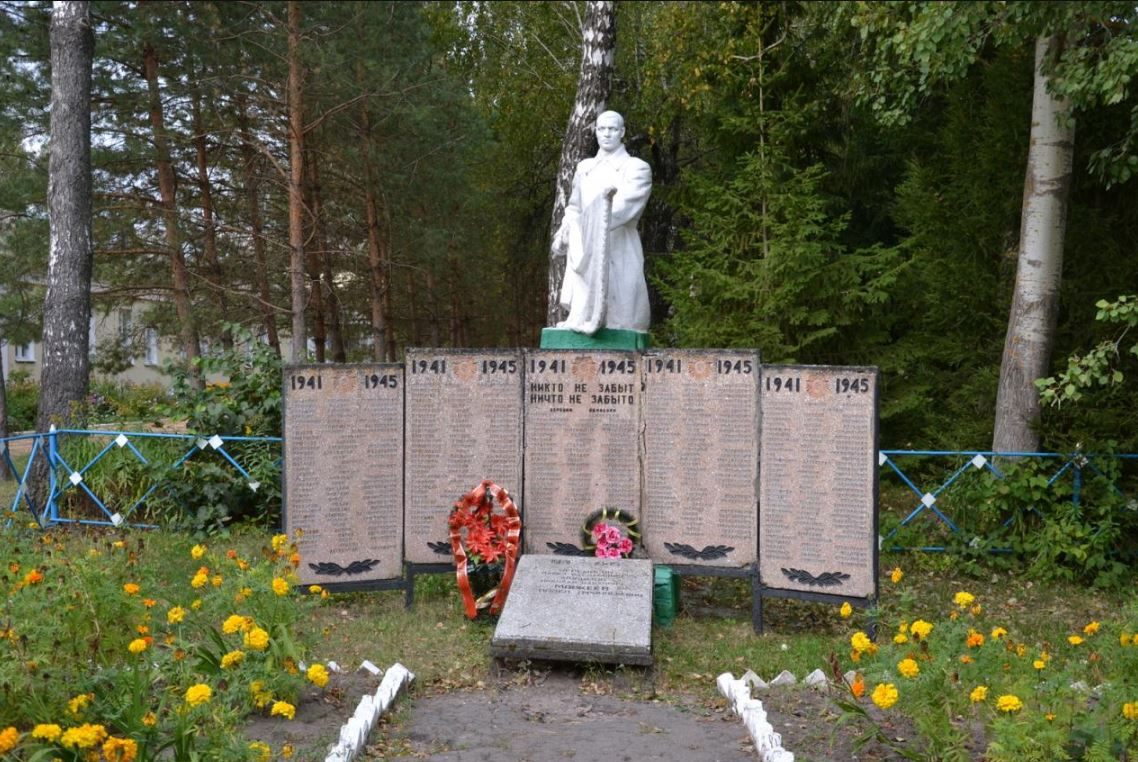
Братская могила в селе Однолуки

Рядом со школой расположена братская могила, в которой захоронены 108 погибших защитников родины.
Также на здании школы имеется памятная табличка Герою советского союза Аверьянову И.И который учился в данной школе с 1928 по 1935 года. 

## Транспорт
Через село проходит автодорога 54К-1.